# Pietraroja
Pietraroja är en ort och kommun i provinsen Benevento i regionen Kampanien i Italien. Kommunen hade 529 invånare (2017).